# Sabrina Anderlik
Sabrina Anderlik (* 4. Juni 1989 in Coburg) ist eine deutsche Schauspielerin und Moderatorin.

## Leben
Sabrina Desiree Stefanie Anderlik, geboren und aufgewachsen in Coburg, absolvierte ihr Schauspielstudium von 2008 bis 2011 in Frankfurt am Main. Erste Engagements führten sie ans Landestheater Coburg, ans Volkstheater Frankfurt und an die Oper Frankfurt.
Seit 2012 spielt Anderlik regelmäßig an der Comödie Fürth, unter anderem in den Boulevardkomödien Jetzt nicht, Liebling!, Boeing Boeing und  In geheimer Mission, sowie im musikalischen Lustspiel Charleys Tante und in der Operette Die lustige Witwe. Die Stücke wurden zudem vom Bayerischen Rundfunk aufgezeichnet. 
2022 moderierte sie die Sendung Fränkischer Fastnacht-Flitter im Bayerischen Rundfunk.
Anderlik wohnt in Frankfurt am Main.

## Theaterrollen (Auswahl)
- seit 2012 - Comödie Fürth
  - 2012: Wie wärs denn goude Fraa?! - Move over Mrs. Markham
  - 2013: Bunga Bunga Bavaria – Der heiße Senator
  - 2016: Boeing Boeing
  - 2017: Charleys Tante
  - 2018: Jetzt nicht, Liebling!
  - 2020: Unkraut vergeht nicht
  - 2022: Der Raub der Sabinerinnen
  - 2022/23: Die lustige Witwe
  - 2023: In geheimer Mission

## Filmografie (Auswahl)
- 2009: Die Windsors – Triumph und Tragödie (ZDF-Dreiteiler)
- 2012: Seelennarben (Aufklärungsfilm des Weißen Rings), Regie: Marcus Geuss
- 2012: Heißmann + Rassau – Komödie aus Franken: Wie wär’s denn goude Fraa?!, BR, Regie: Thomas Kornmayer
- 2012: Heißmann + Rassau – Komödie aus Franken: Bunga Bunga Bavaria, BR, Regie: Thomas Kornmayer
- 2017: Heißmann + Rassau – Komödie aus Franken: Charleys Tante, BR, Regie: Thomas Kornmayer
- 2018: Heißmann + Rassau – Komödie aus Franken: Boeing Boeing, BR, Regie: Thomas Kornmayer
- 2019: Heißmann + Rassau – Komödie aus Franken: Jetzt nicht, Liebling!, BR, Regie: Thomas Kornmayer
- 2020: Heißmann + Rassau – Komödie aus Franken: Unkraut vergeht nicht, BR, Regie: Thomas Kornmayer
- 2022: Heißmann + Rassau – Komödie aus Franken: Der Raub der Sabinerinnen, BR, Regie: Thomas Kornmayer
- 2023: Fränkischer Fastnacht-Flitter, BR, Regie: Thomas Kornmayer